# 랑삿
랑삿(말레이어: langsat, 학명: Lansium domesticum 란시움 도메스티쿰[*])은 멀구슬나무과의 과일 나무이다. 원산지는 말레이시아이다. 열매는 오래된 가지나 가지 옆에 밀집되어 있으며, 살은 자몽과 같은 맛이며 달콤하고 약간 신맛이 난다. 동남아시아에서 가장 좋은 과일 중 하나이다.

## 같이 보기
- 리치 (식물)
- 용안